# Науман-Гунгль, Виргиния
Виргиния Науман-Гунгль (нем. Virginia Naumann-Gungl; 31 декабря 1848, Нью-Йорк — 28 августа 1915, Франкфурт-на-Майне) — немецкая оперная певица (сопрано). Дочь композитора и дирижёра Йозефа Гунгля (родилась во время американских гастролей его оркестра).
Училась в Вене у Рихарда Леви. Дебютировала в 1868 г. в Мюнхене, в дальнейшем пела на оперных сценах Кёльна (1872—1874), Шверина (1874—1875), Франкфурта-на-Майне (1875—1880), Бремена (1880—1882) и Веймара (1885—1891). Последнее выступление Науман в Веймаре в 1892 г. стало одним из самых значительных: она исполнила партию Изольды в «Тристане и Изольде» Рихарда Вагнера, поставленной молодым Рихардом Штраусом. Среди других основных партий Науман — Леонора в «Фиделио», донна Анна в «Дон Жуане», Памина в «Волшебной флейте», заглавные партии в «Аиде» и «Кармен».